# Вложение Куратовского
Вложение Куратовского — определённое изометрическое вложение метрического пространства в банахово пространство непрерывных ограниченных функций на нём.

## Построение
Пусть {\displaystyle X} есть метрическое пространство и {\displaystyle p\in X}.
Обозначим через {\displaystyle dist_{x}:X\to \mathbb {R} } функцию расстояния от {\displaystyle x} в {\displaystyle X}.
Обозначим через {\displaystyle C_{b}(X)} банахово пространство ограниченных непрерывных функций и нормой супремума, тогда изометрическое вложение
{\displaystyle \Phi _{p}:X\to C_{b}(X)}
определённое как
{\displaystyle \Phi _{p}(x)=dist_{x}-dist_{p}}
называется вложением Куратовского.

### Замечания
- В случае если {\displaystyle X} имеет конечный диаметр, отображение {\displaystyle \Phi _{p}:X\to C_{b}(X)},
{\displaystyle \Phi (x)=dist_{x}}

также называется вложением Куратовского.

## История
Отображение впервые рассмотрено Куратовским в 1935 году, однако практически такое же вложение с незначительной вариацией фигурировало в статье Фреше 1910 года.

## Применения
- Аналог вложения Куратовского даёт возможность рассматривать все компактные метрические пространства как подмножества одного универсального пространства. Этот факт используется в одном из определений сходимости по Громову — Хаусдорфу.